# Драгољуб Видачић
Драгољуб „Љуба” Видачић (Требиње, 26. децембар 1970) је бивши српски кошаркаш, а садашњи кошаркашки тренер.

## Играчка каријера
Видачић је свој сениорски деби имао у дресу Варде из Вишеграда као средњошколац. Године 1991. након војске долази у Инфос РТМ Београд где проводи једну сезону. Од 1992 до 1995. наступао је за Црвену звезду. Са црвено-белима је освојио две титуле првака СР Југославије (1993 и 1994). Након тога одлази у Партизан и са њима осваја такође две титуле првака СРЈ (1996 и 1997). Сезону 1997/98. почео је у екипи ИТУ из Истанбула али их је напустио већ у октобру и отишао у Работнички. Са њима у тој сезони освојио македонско првенство и куп. 
Следи повратак у Црвену звезду на једну сезону а онда одлази у Хемофарм где проводи наредне четири сезоне. Сезону 2003/04. је почео у грчком Македоникосу али их напушта након само две утакмице и долази у Лавове 063 где је остао до краја сезоне. Наредну сезону је провео у дресу НИС Војводине а своју последњу сезону је одиграо за украјински Черкаски мавпи.

## Тренерска каријера
Након завршетка играчке почео је тренерску каријеру. Радио је у млађим категоријама Визуре и Црвене звезде. Од 2010. до 2012. је био тренер свог првог играчког тима Варде из Вишеграда. У децембру 2012. је постао тренер Босне. У јануару 2014. је поднео оставку на место тренера.

## Успеси

### Клупски
- Црвена звезда :
  - Првенство СР Југославије (2) : 1992/93, 1993/94.
- Партизан :
  - Првенство СР Југославије (2) : 1995/96, 1996/97.
- Работнички :
  - Првенство Македоније (1) : 1997/98.
  - Куп Македоније (1) : 1998.